# Foramen incisivo
En la boca humana, el foramen incisivo (también conocido como foramen palatino anterior o foramen nasopalatino) es la abertura de los canales incisivos en el paladar duro, inmediatamente detrás de los incisivos . Por él pasan vasos sanguíneos y nervios. El foramen incisivo se encuentra dentro de la fosa incisiva del maxilar .
El agujero incisivo se utiliza como punto de referencia anatómico para definir la gravedad del labio leporino y del paladar hendido .
El foramen incisivo existe en una variedad de especies animales.

## Estructura
El foramen incisivo es una abertura en forma de embudo en el hueso del paladar duro oral que representa el límite inferior de los canales incisivos .
El agujero incisivo está situado inmediatamente detrás de los dientes incisivos y entre los dos premaxilares . 

### Contenido
El foramen incisivo permite el paso de un paquete neurovascular (vasos sanguíneos y nervios) que contiene las siguientes estructuras: 
- los nervios pterigopalatinos que innervan el paladar duro. [2]
- los nervios nasopalatinos que innervan el suelo de la cavidad nasal . [3]
- las ramas sopalatinas del nervio infratroclear, una rama del nervio oftálmico (V1), que a su vez es una rama del nervio trigémino . [4]
- la arteria esfenopalatina que irriga la membrana mucosa que cubre el paladar duro de la boca . [3]
- la vena esfenopalatina que drena la membrana mucosa que cubre el paladar duro de la boca.

## Importancia clínica
Como muchos nervios se transmiten del canal incisivo por el agujero incisivo, éste puede utilizarse como sitio de inyección para anestesia local . 
El agujero incisivo puede confundirse con una lesión periapical en una radiografía simple. 
El foramen incisivo se puede utilizar como punto de referencia anatómico al describir el labio leporino y el paladar hendido, que pueden extenderse por delante (primario) o por detrás (secundario) del foramen.   También es importante como punto de referencia quirúrgico para evitar dañar sus nervios y estructuras vasculares. 

## Historia
El agujero incisivo también se conoce como agujero palatino anterior,  agujero nasopalatino y fosa incisiva.

## Otros animales
En muchas otras especies, los agujeros incisivos permiten el paso de conductos al órgano vomeronasal .  Se puede encontrar en gatos,  y caimanes . 